# Landbauforschung Voelkenrode
Landbauforschung Voelkenrode is een internationaal, aan collegiale toetsing onderworpen wetenschappelijk tijdschrift op het gebied van de landbouwkunde. De naam wordt in literatuurverwijzingen meestal afgekort tot Landbauforsch. Volk.